# Crûme
Die Crûme ist ein Fluss in Frankreich, der im Département Vendée in der Region Pays de la Loire verläuft. Sie entspringt bei Chambretaud, entwässert generell in nordwestlicher Richtung und mündet nach rund 23 Kilometern bei Tiffauges als linker Nebenfluss in die Sèvre Nantaise.

## Orte am Fluss
- Chambretaud
- La Gaubretière
- Tiffauges